# Miktī Eruthrou Astera Proodou Nīsou
Il MEAP Nisou (gr. ΜΕΑΠ Πέρα Χωριού Νήσου) è una società calcistica cipriota, fondata nel 1980 a Nisou; milita in B' Katīgoria.

## Palmarès

### Competizioni nazionali
- D' Katīgoria: 2

1999-2000, 2012-2013

### Altri piazzamenti
- G' Katīgoria:

Secondo posto: 2017-2018